# Viliam Gano
Viliam Gaňo, névváltozat Viliama Gaňa (Tarna, Ung vármegye, 1893. május 25. – Pozsony, 1966. július 24.) Komenský-díjas szlovák gyógypedagógus.

## Életútja
Sárospatakon a Tanítóképző Intézetben (1912), majd Budapesten a Gyógypedagógiai Tanítóképzőben szerzett (1915) oklevelet. Pályakezdőként az Ideges Gyermekek Alsó- és Középfokú Állami Intézetében dolgozott és (1917-től) a Kriminálpedagógiai Intézet Pestalozzi Otthonának is munkatársa volt. 1918 őszén átmenetileg az Állami Kisegítő Iskolába (Budapest, Mosonyi u.) helyezték, a kommün hónapjaiban a Vakok Foglalkoztató Intézetében (Budapest, Hermina út) és az Igazságügyi Népbiztosság Gyermekvédelmi Osztályán dolgozott.
Ebben az időszakban a népiskola, a gyermekvédelmi és a gyógypedagógiai intézmények kapcsolatának építésén fáradozott, publikációi is ebben a tárgykörben jelentek meg. Saját vallomása szerint tanítómesterei Vértes O. József és Kármán Elemér voltak. A kommün bukása után Csehszlovákiába emigrált. 1922-ben már Szlovákiában megjelent magyar nyelvű munkája ezeket a magyarországi szakmai hatásokat tükrözi. Először a siketek körmöcbányai, majd pozsonyi intézetében dolgozott. Érdeklődése és szakirodalmi tevékenysége azonban már ekkor kiterjedt a gyógypedagógia valamennyi területére.
A II. világháború után a szlovákiai közoktatási és gyógypedagógiai intézményrendszer fejlesztésén, új típusú intézmények szervezésén, a szakemberképzés megreformálásán munkálkodott. A pozsonyi Pedagógiai Tudományos Intézet Defektológiai Osztályát vezette (1947-66), a Komenský Egyetemen a speciál-pedagógia rendkívüli tanára. Megalapította (1957) és szerkesztette a Specialna kola c. szlovák szaklapot, majd az Otázky Defektológia c. csehszlovák szaklap elindításában (1959) és szerkesztésében is részt vett.
Az 1950-es évek végétől többször járt Magyarországon, előadásokat tartott, a szlovák és magyar szakmai kapcsolatok építésén fáradozott. Lelkes, kiváló szervező és nagyszerű pedagógus volt. Gazdag szakirodalmat hagyott hátra.

## Munkái (válogatás)
- A gyermekvédelem gyógyító pedagógiai feladatai. A Gyermek, 1918. 123-139.
- Gyermekvédelem és gyógyító pedagógia. (Pedagógiai Pszichológiai Könyvtár. 7.) Budapest, 1918
- Gyógypedagógiai szaktanácsadásról. Néptanítók Lapja, 1919. 1. 8-9.
- Az ideges gyermekek nevelésének alapfogalmai. Komárno, 1922
- Defektní dSYMBOL 236 \f "Times East" ti. Praha, 1962
- A fogyatékos gyermekek szelekciója a Csehszlovák Szocialista Köztársaságban. (II. Országos Gyógypedagógiai Tudományos Konferencia) Budapest, 1963. 64-68.
- A speciális pedagógia és a speciális nevelés vázlata. Gyógypedagógia, 1964. 4. 180-184.
- A fogyatékos gyermekek nevelése (Vychova defektnych deti); ford. Hasák Vilmosné; Szlovák Pedagógiai Kiadó, Bratislava–Bp., 1966, 289 p.